# Ryska gammal-ortodoxa kyrkan
Ryska gammal-ortodoxa kyrkan, tidigare Novozybkovs ärkestift, är en gammaltroende östortodox kristen kyrka som bildades år 1923 av gammaltroende som vägrade erkänna de anpassningar till grekisk-ortodox liturgi, som patriark Nikon genomdrev inom den Rysk-ortodoxa kyrkan 1652 (se raskol).

## Historik
Den 19 december 1923 smorde man den avsatte rysk-ortodoxe biskopen Nikola Pozdnev till biskop av Moskva, Saratov och alla gammalortodoxa kristna i Ryssland.

### Kommunismen
På grund av förföljelser från Sovjetunionens kommunistregim tvingades man 1955 flytta ärkebiskopsstolen till Kujbysjev (nuvarande Samara). År 1963 flyttades den åter, nu till Novozybkov (i Brjanskregionen) varför kyrkan ibland kallades för Novozybkovskaja-ordningen. Detta till skillnad från Belokrinitskaja-ordningen, som är en annan grupp av gammaltroende.[källa behövs]
År 1988 genomförde kyrkan sin allra första helgonkanonisering där bland andra Andrej Rubljov, metropolit Makarios av Moskva och patriark Hermogenes av Moskva helgonförklarades.

### Efter kommunismen
Under 1990-talet bildade avhoppare från den Ryska gammal-ortodoxa kyrkan två nya kyrkor:
- Slavo-Georgiska gammal-ortodoxa kyrkan
- Gammal-ortodoxa kyrkan i Ryssland

År 2000 kunde ärkebiskopen flytta tillbaka till Moskva.

## Utbredning

### Församlingar, stift biskopar och pastorat
I slutet av 1920-talet hade kyrkan över 150 församlingar. I slutet av 1960-talet hade det minskat till endast 15 stycken. Församlingar finns även i Kazakstan, Ukraina, fem i Rumänien och en i Bulgarien.
Från och med 2017 har den gamla rysk-ortodoxa kyrkan nio stift som finns bland annat i Moskva, Belarus, Ukraina och Georgien.
Kyrkan har omkring fem och åtta biskopar och över 60 pastorat finns i Ryssland och i andra tidigare sovjetrepubliker.

### Övrigt
- Kloster: 4
- Skolor: 1

## Ryska gammal-ortodoxa kyrkanshierarker
- Ärkebiskop Nikola Pozdnev (1923-1934)
- Ärkebiskop Stefan (1934-1937)
- Ärkebiskop Michail Kochetov (1938-1944)

- Ärkebiskop Loann Kalinin (1944-1955)
- Ärkebiskop Epiphanius (1955-1963)
- Ärkebiskop Jeremiah (1963-1969)
- Ärkebiskop Pavel Mashinin (1969-1977)
- Ärkebiskop Varsonofy Ovsyannikov (1977-1979)
- Ärkebiskop Gennadij Antonov (1979-1996)
- Ärkebiskop Aristarkh Kalinin (1996-2000)
- Patriark Aleksander Kalinin (med titeln ''Hans Helighet den gammal-ortodoxa patriarken av Moskva och hela Ryssland'') (3 mars 2002 - Fortfarande)

## Språk
Ryska gammal-ortodoxa kyrkan använder, tillsammans med andra gammaltroende samt övriga slavisktalande Östortodoxa samt Östkatolska kyrkor, det traditionella liturgiska språket kyrkslaviska (Церковнославѧнскїй ѧ҆зы́къ; translitteration: Tserkovnoslavjanskij jazik) under gudstjänster och liturgier.
Språket kommer från fornkyrkoslaviskan, som skapades av missionärerna Sankt Methodios och Sankt Kyrillos under 800-talet.

## Kalender
Ryska gammal-ortodoxa kyrkan använder den julianska kalendern. Detta innebär exempelvis att julen firas den 7 januari istället för den 25 december.

## Kyrkor tillhörande den ryska gammal-ortodoxa kyrkan

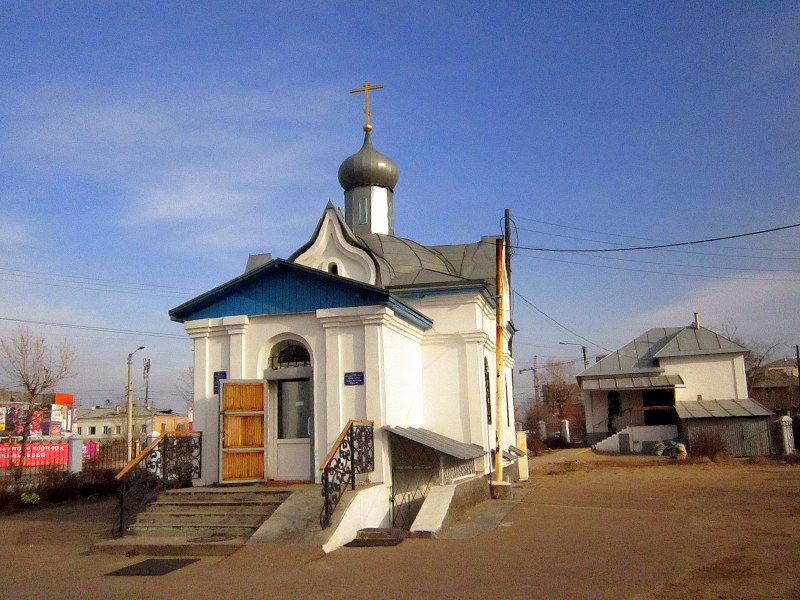
Den heliga stora martyren Barbaras kapell i Ulan-Ude.
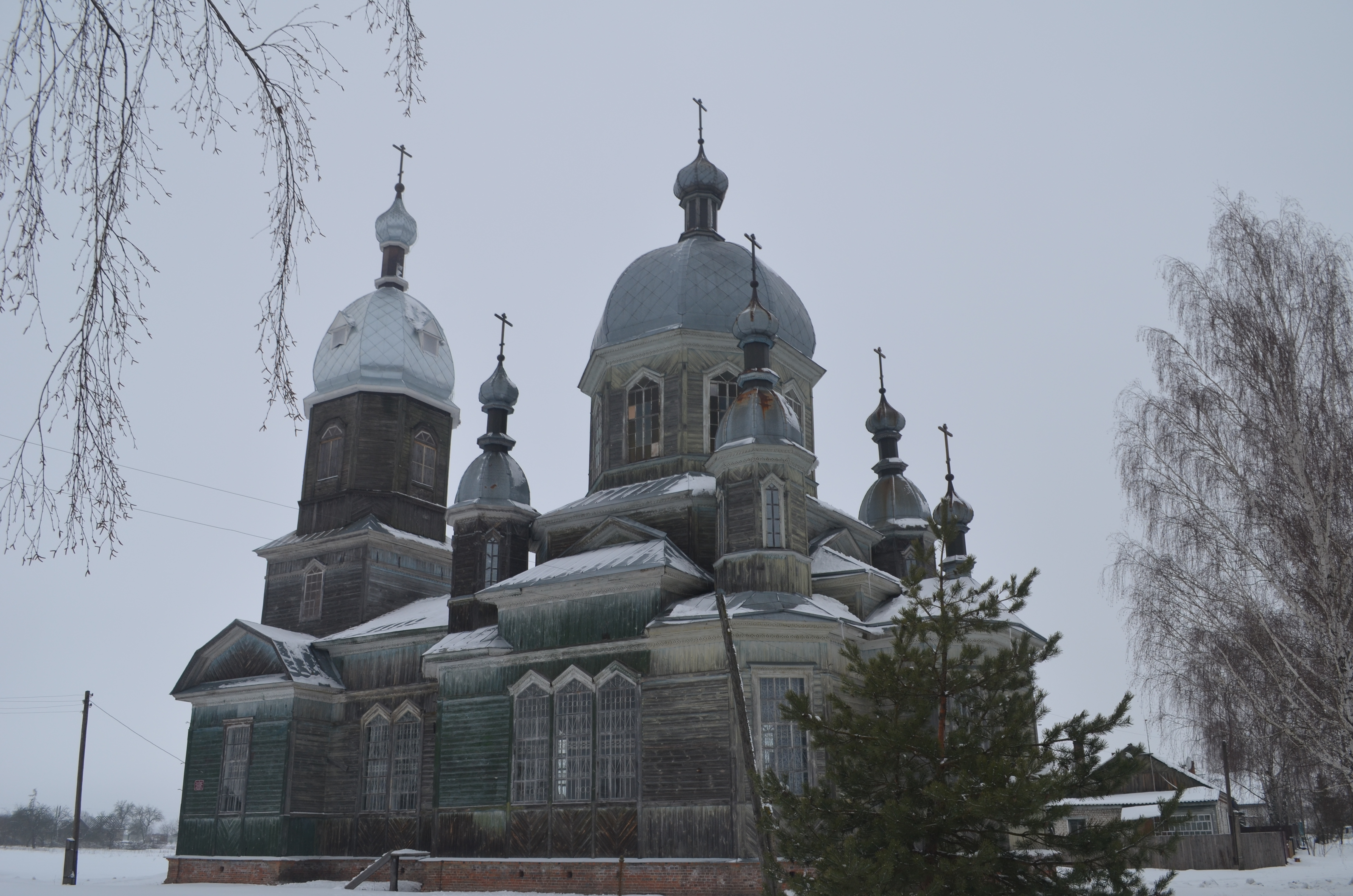
Sankt Görans kyrka i Elionka.
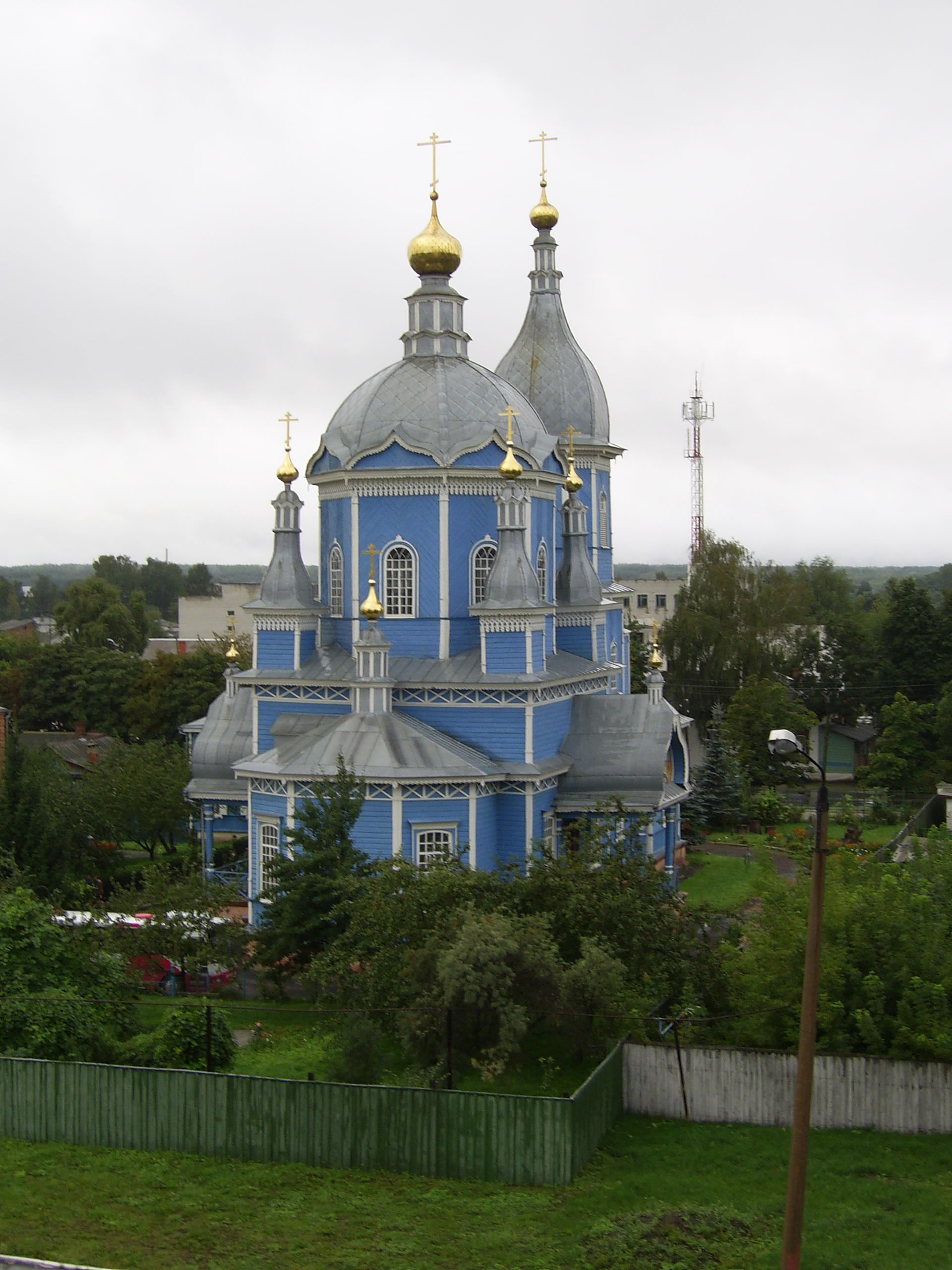
Kristi förklarings katedral i Novozybkov.
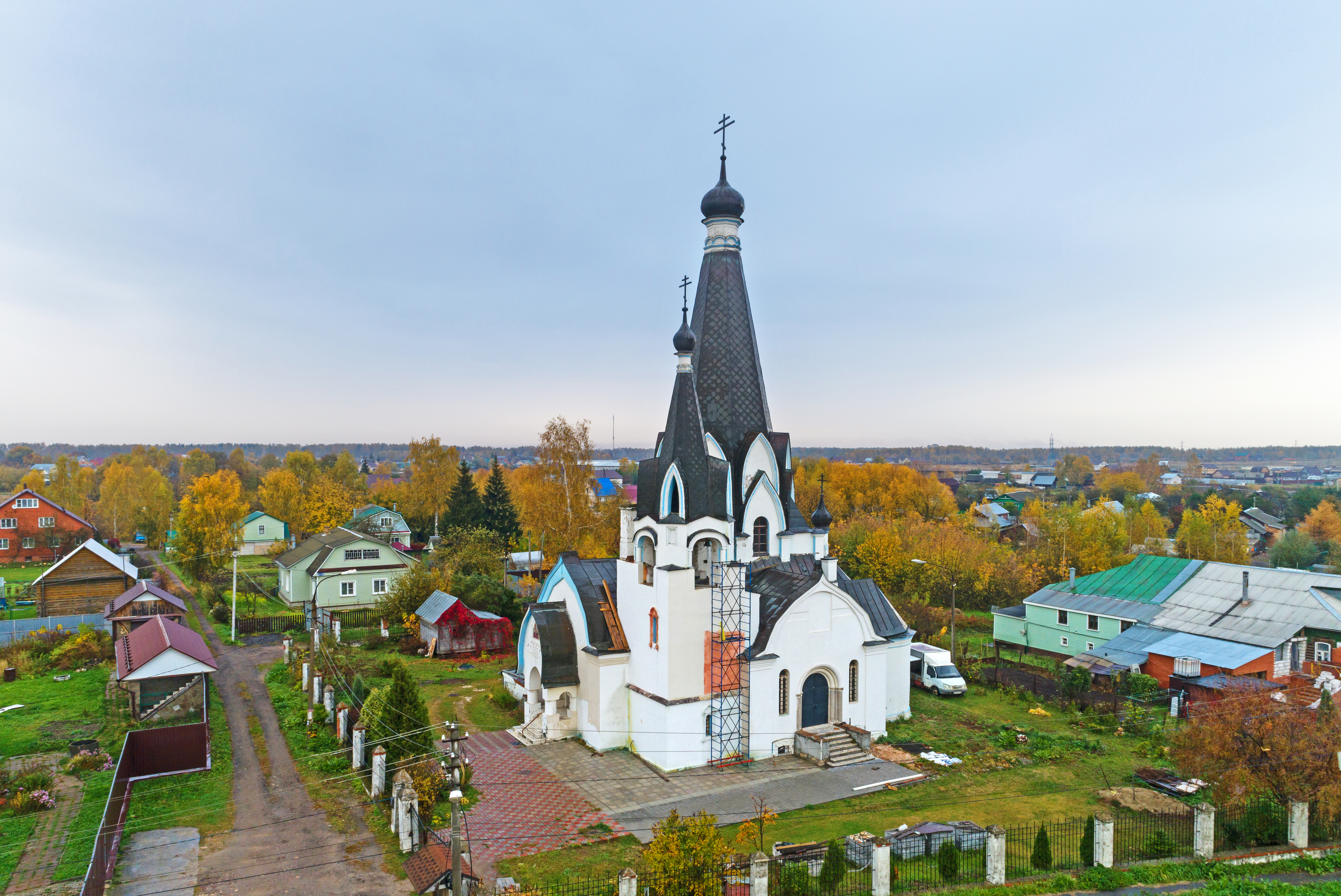
Sankt Görans kyrka i Novokharitonovo.